# Callian (Var)
Callian – miejscowość i gmina we Francji, w regionie Prowansja-Alpy-Lazurowe Wybrzeże, w departamencie Var.
Według danych na rok 1990 gminę zamieszkiwało 1790 osób, a gęstość zaludnienia wynosiła 70 osób/km² (wśród 963 gmin regionu Prowansja-Alpy-W. Lazurowe Callian plasuje się na 285. miejscu pod względem liczby ludności, natomiast pod względem powierzchni na miejscu 399.).